# ダーフィット・ハインリヒ・ホッペ

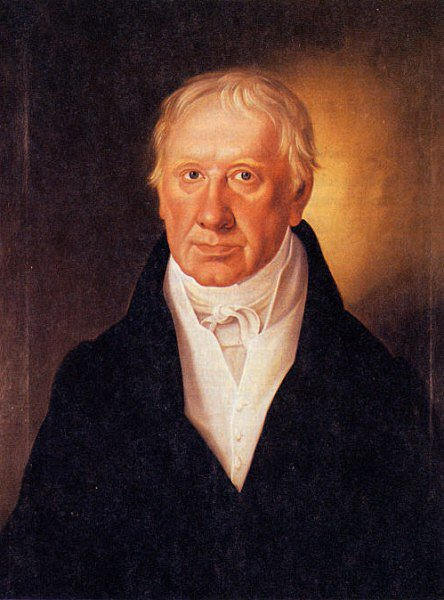
David Heinrich Hoppe

ダーフィット・ハインリヒ・ホッペ（David Heinrich Hoppe、1760年12月15日 – 1846年8月1日）はドイツの薬剤師、植物学者である。高山植物の研究で知られる。

## 生涯
ブルーフハウゼン＝フィルゼンの出身である。ニーダーザクセン州のツェレで見習い薬剤師として働き始めた。その後、薬剤師の助手としてハンブルク、ハレ、ヴォルフェンビュッテル、レーゲンスブルクで働いた。その後、エアランゲン大学で医学と博物学を学び、卒業後、レーゲンスブルクで医者となり、同時に高校の教師も務めた。
レーゲンスブルク周辺の植物を研究し、1796年から1843年までの毎夏、オーストリアのザルツブルクや高地のハイリゲンブルートで、コケ類の専門家のホルンシュック（Christian Friedrich Hornschuch）と植物採集旅行を行い、アドリア海沿岸やオーストリアのケルンテン州やチロル州の山地での記録を加え、"Tagebuch einer Botanischen Reise nach den Küsten des Adriatischen Meeres und den Gebirgen von Kärnten, Tirol und Salzburg"（「アドリア海の海岸、ケルンテン、チロル、ザルツブルクの植物の旅の日記」を出版した。
1790年にレーゲンスブルク植物学会を創立した。これはバイエルン地域で最初に作られた植物学会で1812年から没するまで、会長を務めた。200以上の種の記載を行い、著書にレーゲンスブルクの植物を扱った、"Ectypa plantarum ratisbonensium" (1787–1793)や 博物画家のヤーコブ・シュトルムが図版を製作した"Caricologia Germanica" (1835)などがある。1818年から1842年の間、一般向けの植物雑誌も編集した。

## 著作
- Ectypa plantarum ratisbonensium, oder Abdrücke derjenigen Pflanzen, welche um Regensburg wild wachsen. Regensburg, 1787-1793.
- Botanische Reise nach einigen Salzburgischen, Kärnthnerischen und Tirolischen Alpen 1799. Bot. Taschenbuch f. 1799, 1800.
- Zahlreiche weitere Reiseberichte und Korrespondenzen ebenda 1801—3 und in Flora, Bot. Zeitung 1802—1811. "
- H. G. Flörkeと共著: Über die Abstufungen der Vegetation im Salzburgischen Gebirge. Hoppes Bot. Taschenbuch 1800